# Ґіхачіро Окуяма
Окуяма Ґіхачіро (奥山 儀八郎, 17 лютого 1907 — 1 жовтня 1981) — японський комерційний митець та ксилограф, який працював у стилях шінханґа та сосакуханґа. Відомий своїми кольоровими та чорно-білими пейзажами, а також роботами, в яких модернізація контрастує з традиційними мотивами.
Народився в місті Саґає (префектура Ямаґата, регіон Тохоку). Починав як комерційний митець, створюючи оголошення для різних компаній, а у 1931 році заснував власне рекламне агентство. Створив успішні комерційні проєкти для Japan Wool Company та Nikka Whiskey.
Вивчав ксилографію з Ґаджін Косака та відомого на той час Кендо Ішії і брав участь у виставках, починаючи з 1927 року. За усе своє життя Окуяма створив понад тисячу робіт.
Під час Другої світової війни був членом організації Nihon Hanga Hokokai, яка забезпечувала під час війни доступ до робочих матеріалів для митців-ксилографів. Після війни Окуяма Ґіхачіро заснував Nihon Hanga Kenkyusho, яка допомагала митцям публікувати та рекламувати свої роботи.